# Miko Hughes

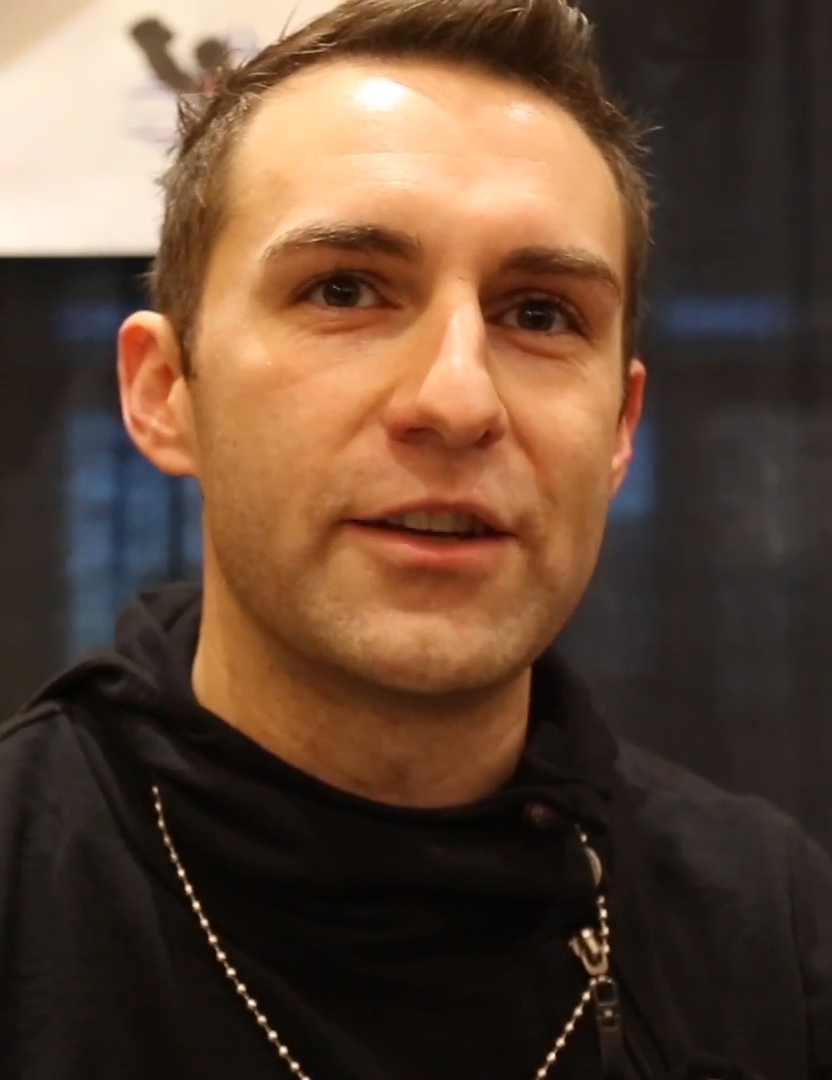
Miko Hughes in 2018

Miko John Hughes (Apple Valley (Californië), 22 februari 1986) is een Amerikaanse acteur en voormalig jeugdacteur.

## Biografie
Hughes werd geboren in Apple Valley in een gezin van vier kinderen. Hughes heeft een mengeling van Engels en Chickasaw (een Noord-Amerikaans indiaans volk) bloed.
Hughes begon in 1989 met acteren (op driejarige leeftijd) in de televisiefilm Pet Sematary. Hierna heeft hij nog meerdere rollen gespeeld in televisieseries en televisiefilms zoals Kindergarten Cop (1990), Wes Craven's New Nightmare (1994), Full House (1990-1995), Life with Louie (1995-1998), Mercury Rising (1998), Roswell High (2000), Boston Public (2003) en Tropic Thunder (2008).
Hughes leeft nu in Apple Valley (Californië) en werkt overdag als acteur en 's nachts als diskjockey.

## Prijzen
- 2004 Young Artist Award in de categorie Beste optreden in een televisieserie met de televisieserie Boston Public – genomineerd.
- 2001 Young Artist Award in de categorie Beste optreden in een dramaserie met de televisieserie Roswell High – gewonnen.
- 2000 Young Artist Award in de categorie Beste optreden in een film met de film Lethal Vows – genomineerd.
- 1999 Young Artist Award in de categorie Beste optreden in een film met de film Mercury Rising – gewonnen.
- 1999 Young Artist Award in de categorie Beste optreden met voice-over in een animatiefilm met de film The Rugrats Movie – genomineerd.
- 1995 Saturn Award in de categorie Beste optreden door een jonge acteur met de film Wes Craven's New Nightmare – genomineerd.
- 1994 Young Artist Award in de categorie Beste jonge acteur in een televisieserie met de televisieserie CBS Schoolbreak Special – genomineerd.
- 1993 Young Artist Award in de categorie Beste acteur onder 10 jaar in een film met de film Jack The Bear – genomineerd.
- 1991 Young Artist Award in de categorie Beste gecaste jeugdacteurs in een film met de film Kindergarten Cop – gewonnen.
- 1990 Young Artist Award in de categorie Beste optreden door een acteur onder de 9 jaar met de film Pet Sematary – genomineerd.

## Filmografie[1]

### Films
Uitgezonderd korte films.
- 2019 The Untold Story - als Jeremy
- 2011 Remains - als Jensen
- 2008 Tropic Thunder – als radio-dj
- 2006 Surf School – als Taz
- 2005 Dogg's Hamlet, Cahoot's Macbeth – als geest en grafdelver en Osiric
- 2004 Escape to Grizzly Mountain – als Jimmy
- 2002 Clockstoppers – als jonge Dopler
- 2001 Magic Rock – als Jesse
- 1999 Lethal Vows – als Graham Farris
- 1999 Fly Boy – als Ray
- 1999 Baby Geniuses – als Sly en Whit (stemmen)
- 1998 Mercury Rising – als Simon Lynch
- 1998 At the End of the Day: The Sue Rodriguez Story – als Jesse Rodriguez
- 1998 The Puppies Present Incredible Animal Tales – als Bingo
- 1997 Spawn – als Zack
- 1997 Zeus and Roxanne – als Jordan Barnett
- 1996 The Story of Santa Claus – als Clement (stem)
- 1995 Trail of Tears – als Ethan
- 1995 Apollo 13 – als Jeffrey Lovell
- 1994 Life with Louie: A Christmas Surprise for Mrs. Stillman – als Tommy Anderson (stem)
- 1994 Wes Craven's New Nightmare – als Dylan Porter
- 1994 Cops and Robbersons – als Billy Robberson
- 1994 Natural Selection – als Nick Braden
- 1993 The Town Santa Forgot – als jonge Jeremy Creek (stem)
- 1993 Jack the Bear – als Dylan Leary
- 1992 A Child Lost Forever: The Jerry Sherwood Story – als Robert Jurgens op driejarige leeftijd
- 1992 The Burden of Proof – als Sam
- 1990 Kindergarten Cop – als Joseph
- 1990 Unspeakable Acts – als Chad Hershel
- 1989 Pet Sematary – als Gage Creed

### Televisieseries
Uitgezonderd eenmalige gastrollen.
- 2003 Boston Public – als Peter Feldman – 3 afl.
- 2000 Roswell High – als Nicholas Crawford – 3 afl.
- 1995 – 1998 Life with Louie – als Tommy Anderson (stem) – 32 afl. (animatieserie)
- 1996 The Parent 'Hood – als Arnie – 3 afl.
- 1990 – 1995 Full House – als Aaron Bailey – 13 afl.
- 1990 Sister Kate – als Buster – 2 afl.

- Biblioteca Nacional de España: XX1102067
- Bibliothèque nationale de France: cb14025425s (data)
- International Standard Name Identifier: 0000 0000 5927 4488
- Library of Congress Control Number: no2003024497
- Nationale Bibliotheek van Israël: 987007434751005171
- SNAC: w6qj8csr
- Virtual International Authority File: 76514009
- WorldCat: E39PBJwxKr87PpQMxq9GCcrH4q

1. ↑  (en) Filmografie op IMDb